# Klooster Sankt Mang

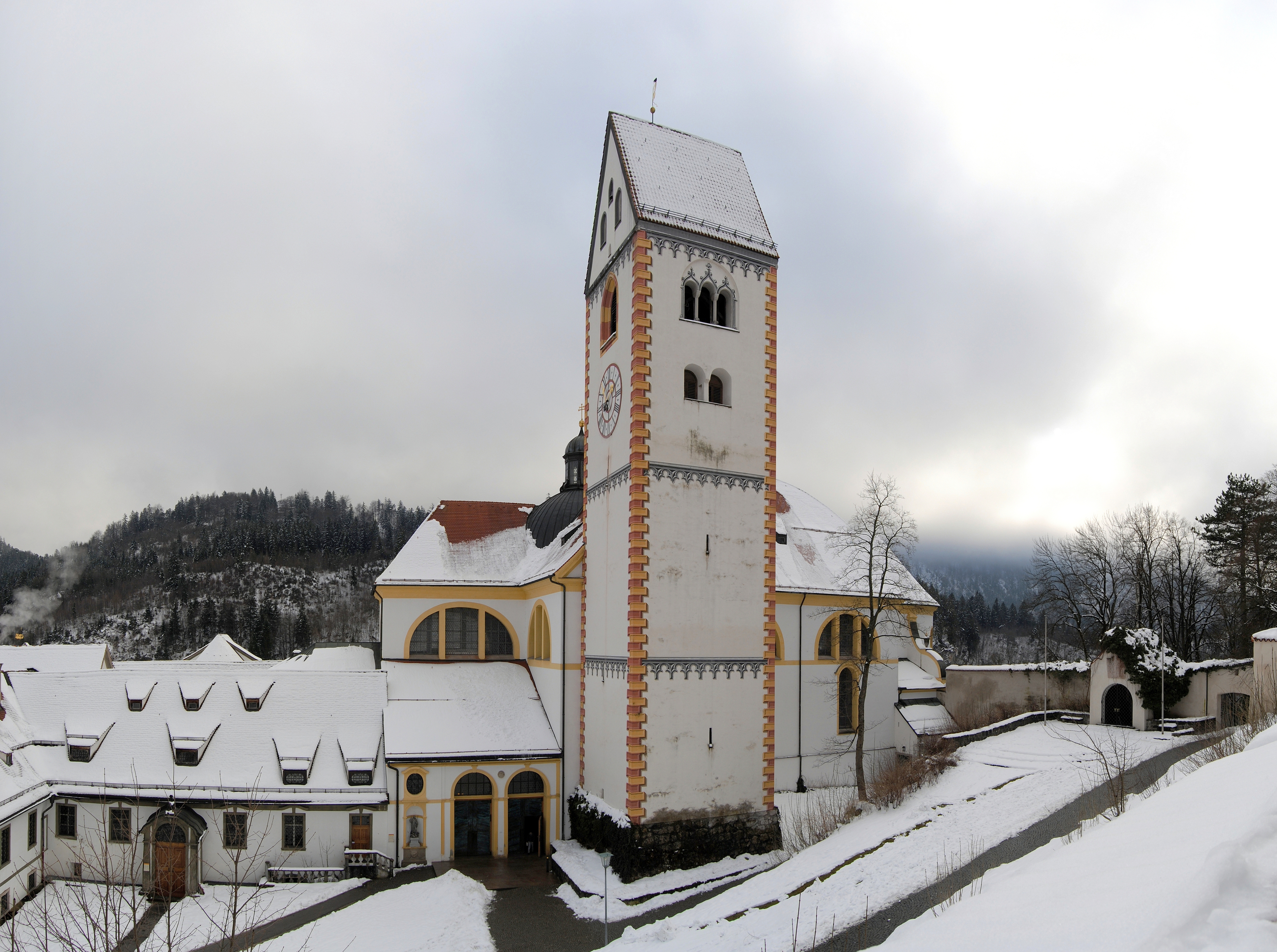
Klooster gezien vanuit het noorden (december 2010)

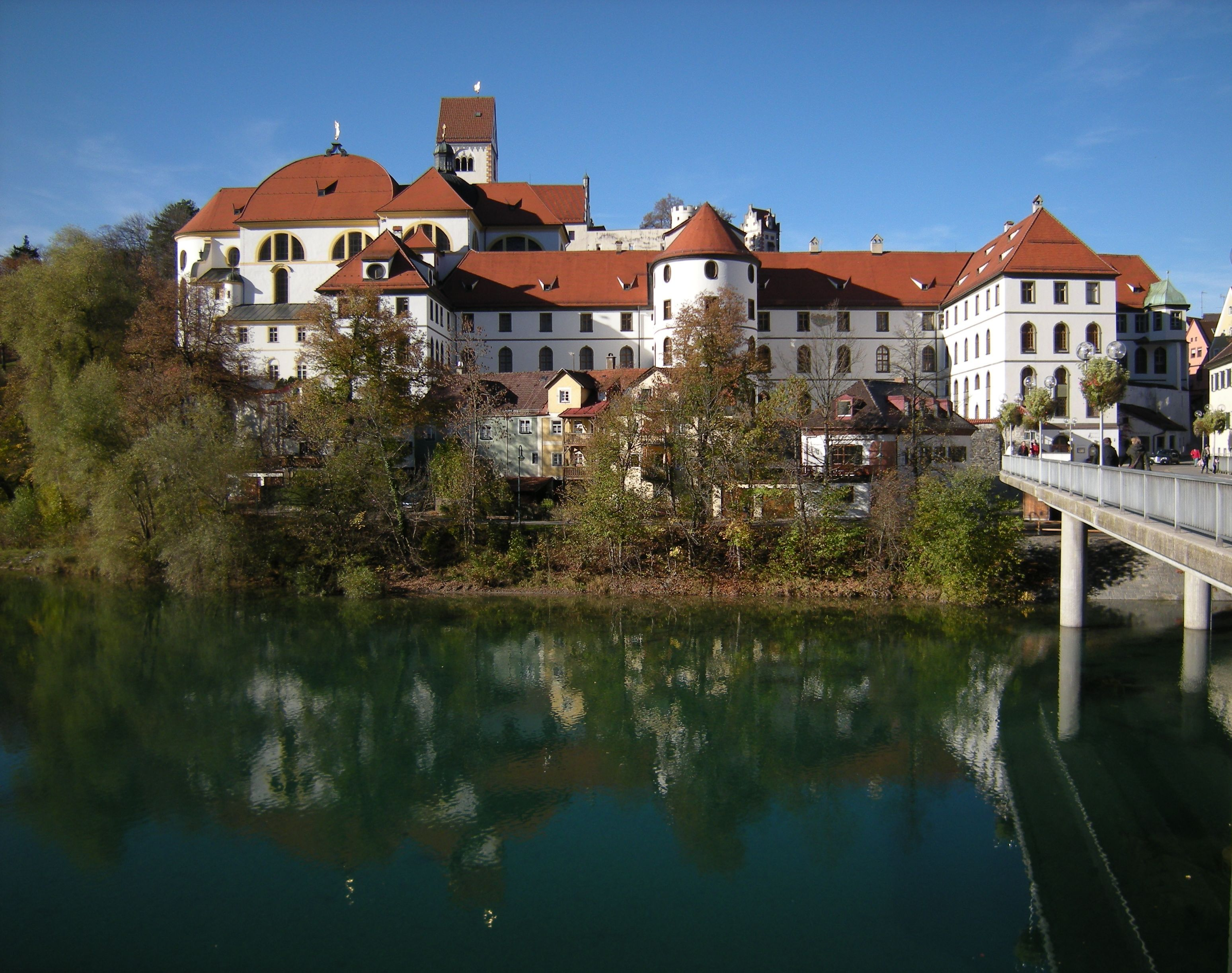
Zuidwestelijk gedeelte (oktober 2008)

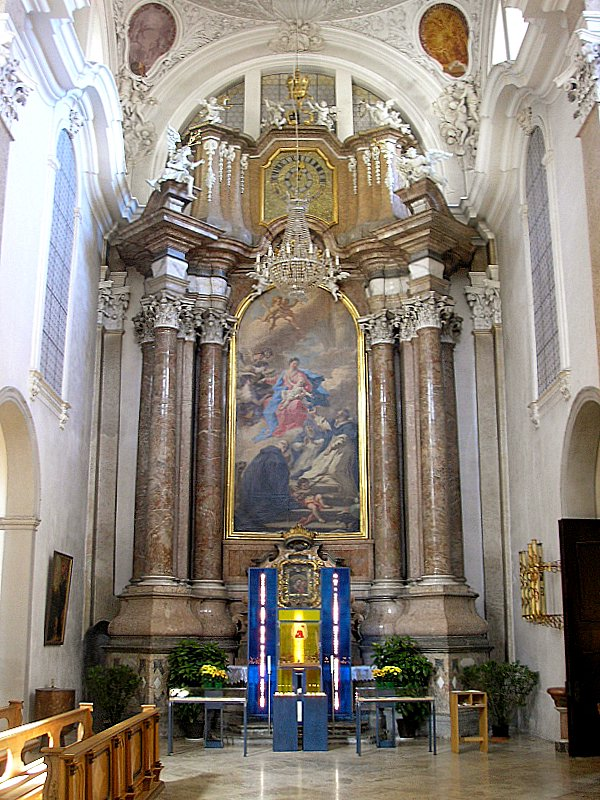
Blik op het linker zij-altaar (september 2006)

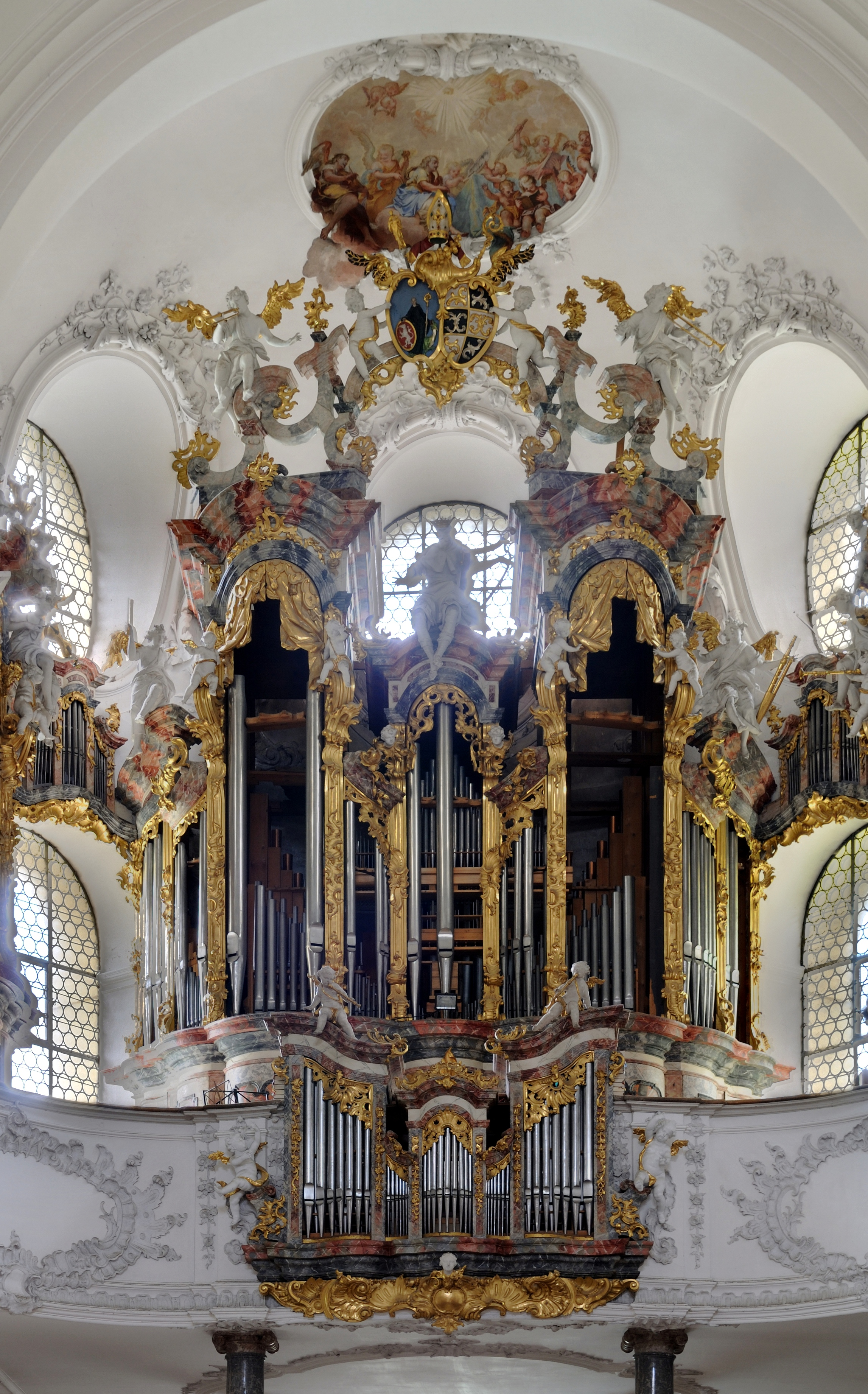
Orgel uit de 18e eeuw

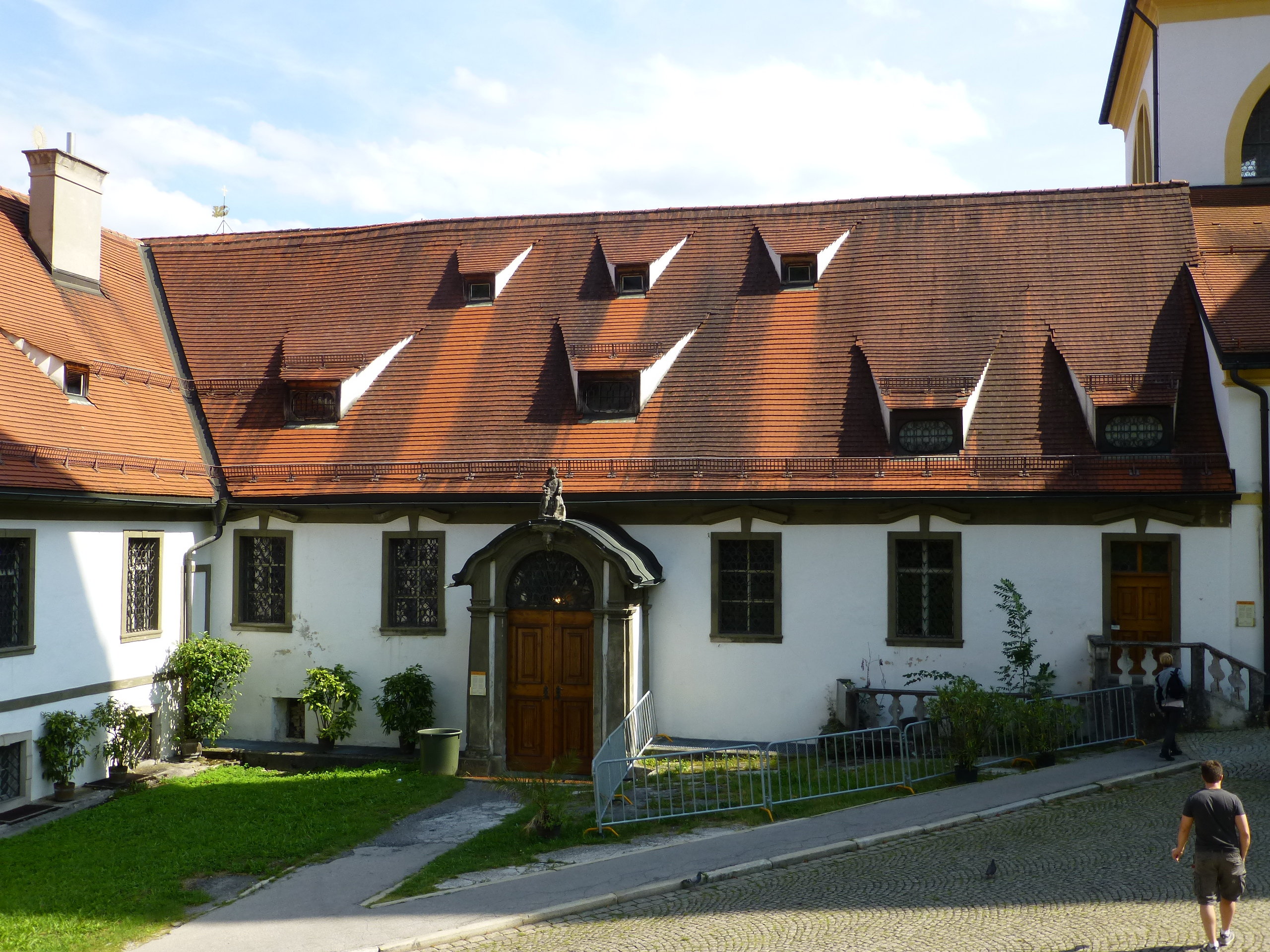
Annakapel

Klooster Sankt Mang (Duits: Kloster Sankt Mang Füssen) is een voormalig benedictijner klooster in het Duitse Füssen (Beieren).

## Geschiedenis
Het klooster is gesticht in de eerste helft van de 9e eeuw en behoorde tot het prinsbisdom Augsburg. De reden dat hier een klooster werd gesticht komt mede doordat kluizenaar Magnus van Füssen (ook wel Magnoald of Mang genoemd) hier woonde. Hij overleed op 6 september, maar zijn precieze geboortejaar is onbekend. Zijn lichaam werd ongeschonden gevonden hetgeen als bewijs werd gezien van zijn heiligheid. Rond het klooster Sankt Mang ontstond een nederzetting, die op zijn laatste in de 13e eeuw werd ommuurd. Tussen 1696 en 1726 werd het klooster gebouwd in opdracht van abt Gerhard Oberleitner (1696-1714). Het ontwerp in barokstijl kwam van Johann Jakob Herkomer.
Op 11 december 1802, tijdens de secularisatie die volgde op de napoleontische oorlogen en de Vrede van Lunéville, werd het gebouw ingenomen door de prins van Oettingen-Wallerstein. Op 15 januari 1803 ontbond hij de abdij en vroeg hun uiterlijk per 1 maart van dat jaar te vertrekken. De inhoud van de bibliotheek ging naar nieuwe eigenaren met vlotten over de rivier de Lech. Het grootste gedeelte bevindt zich nu in de Universiteit Augsburg en een klein waardevol gedeelte in het bisschoppelijk archief van Augsburg. In 1837 werd het klooster gedoneerd aan de lokale parochie. In 1839 kocht kamerheer Christoph Friedrich Freiherr von Ponickau de resterende gebouwen. In 1909 verwierf de stad het klooster en een aantal gebouwen. De noordelijke vleugel werd gebruikt als het stadhuis en de zuidvleugel werd ingericht als historisch museum.

## Lijst van abten
| Abten                         | Periode van zitting     | Overlijdensdatum   |
| ----------------------------- | ----------------------- | ------------------ |
| 1. Heilige Magnus             |                         | 6 september        |
| 2. Konrad I                   |                         |                    |
| 3. Wolpoto                    | 9e eeuw ?               | 26 april           |
| 4. Bernold                    | 9e eeuw ?               |                    |
| 5. Leutolph                   | 9e eeuw ?               |                    |
| 6. Gisilo                     | occurs 919              |                    |
| 7. Ortolf                     |                         | 5 april            |
| 8. Heinrich I.                |                         |                    |
| 9. Gotebold                   |                         |                    |
| 10. Berthold                  |                         | 23 augustus        |
| 11. Adalbert                  |                         |                    |
| 12. Wilhelm                   | ca. 1030–1040           |                    |
| 13. Eberhard                  | ca. 1060–1061           | 11 mei 1091        |
| 14. Swidker                   |                         |                    |
| 15. Adalhalm                  | 1086                    | 25 augustus 1094   |
| 16. Alberich                  |                         | 23 januari         |
| 17. Konrad II                 | occurs 1160–ca.1175     |                    |
| 18. Heinrich II               | occurs 1178–1191        | 19 februari        |
| 19. Konrad III                | occurs 1206, 1218       | 14 juli, ca. 1218  |
| 20. Dieto (Theodo)            | occurs 1219, 1222       | maart 1225         |
| 21. Rugger                    | occurs 1227             |                    |
| 22. Rudolf von Thalhofen      | occurs 1235, 1251       | 22 mei             |
| 23. Albert                    | occurs 1255             | 13 maart 1256      |
| 24. Hermann I                 | occurs 1257, 1262       |                    |
| 25. Hiltebold                 | occurs 1263, 1283       | 19 oktober 1284    |
| 26. Konrad IV                 | occurs 1284, 1285       |                    |
| 27. Hermann II                | occurs 1287, 1295, 1311 |                    |
| 28. Goswin                    | occurs 1313, 1317       | 8 juli, ca. 1318   |
| 29. Heinrich III              | occurs 1319, 1335       | december, ca. 1336 |
| 30. Ulrich Denklinger         | occurs 1336, 1339       | 18 januari 1347    |
| 31. Johannes I Hochschlitz    | ca. 1347                | 11 augustus        |
| 32. Luiprand                  | occurs 1374             |                    |
| 33. Friedrich                 | occurs 1390             | 28 april           |
| 34. Johannes II Lauginger     | occurs 1392, 1396       | 21 maart 1403      |
| 35. Georg I Sandauer          | 1397–1410               | 15 februari 1410   |
| 36. Yban von Rotenstein       | 1410–1426               | 19 mei 1439        |
| 37. Johannes III Schmerlaib   | 1426–1431               | 16 mei 1431        |
| 38. Konrad V Klammer          | 1431–1433               | 13 maart 1433      |
| 39. Johannes IV Fischer       | occurs 1436; res. 1458  | 30 maart 1460      |
| 40. Johannes V Hess           | 1458–1480               | 1481               |
| 41. Benedikt I Furtenbach     | 1480–1524               | maart 1531         |
| 42. Joh. Baptist VI Benzinger | 1524–1533               | 8 april 1537       |
| 43. Gregor Gerhoch            | 1537–1554               | 4 oktober 1554     |
| 44. Sympert Lechler           | 1554–1556               | 21 november 1560   |
| 45. Georg II Albrecht         | 1556–1560               | 2 februari 1560    |
| 46. Johannes VII Kessler      | 1560–1567               | 8 juni 1567        |
| 47. Hieronymus Alber          | 1567–1573               | 17 augustus 1573   |
| 48. Matthias Schober          | 1579–1604               | 15 augustus 1604   |
| 49. Heinrich IV Amman         | 1604–1611               | 30 juli 1615       |
| 50. Martin Stempfle           | 1614–1661               | 26 februari 1665   |
| 51. Benedikt II Bauer         | 1661–1696               | 26 juli 1696       |
| 52. Gerhard I Oberleitner     | 1696–1714               | 20 maart 1714      |
| 53. Dominikus Dierling        | 1714–1738               | 4 september 1738   |
| 54. Benedikt III Pautner      | 1738–1745               | 18 januari 1745    |
| 55. Leopold Freiherr von Rost | 1745–1750               | 7 november 1750    |
| 56. Gallus Zeiler             | 1750–1755               | 7 januari 1755     |
| 57. Placidus Zerle            | 1755–1763               | 24 juni 1770       |
| 58. Gerhard II Ott            | 1763–1778               | 1 maart 1778       |
| 59. Aemilian Hafner           | 1778–1803               | 19 mei 1823        |